# Scopula institata
Scopula institata là một loài bướm đêm trong họ Geometridae.